# Kosmos 136
Kosmos 136 (ros. Космос 136) – radziecki satelita rozpoznawczy; 44. statek serii Zenit-2 programu Zenit (38. statek na orbicie), którego konstrukcję oparto na załogowych kapsułach Wostok.